# Brigand (bier)
Brigand is een Belgisch bier van hoge gisting, vernoemd naar de Vlaamse strijders in de Boerenkrijg.
Het bier wordt sinds 1980 gebrouwen door Brouwerij Van Honsebrouck uit Ingelmunster.

## Kenmerken
Brigand is een donkerblond bier van hoge gisting met een alcoholpercentage van 9%. Het wordt gemaakt met pilsmout, pale ale mout, tarwemout en Saaz-hop en drooggehopt met dezelfde Saaz. Het heeft een stamwortgehalte van 20° Plato.
Brigand I.P.A. was een amberkleurige India Pale Ale met een alcoholpercentage van 6,5%. Dit bier werd gelanceerd in 2008. Het bier sloeg echter niet aan en verdween eind 2009.